# Sasvári Katalin
Sasvári Katalin (Dorog, 1948. március 26. –) előadóművész, közéleti személyiség.

## Pályafutása
Már fiatalon a dorogi szórakoztató zene egyik legismertebb képviselője lesz. 1966-1971 között a Blank és a dorogi Neoton zenekarok szólistája. 1972-től a Szent József Plébániatemplom ifjúsági énekkarának a vezetője. Alapító tagja a Wendlingen-Dorog Baráti Egyesületnek és a Dorogi Német Kisebbségi Önkormányzatnak. Az egyházban pénzügyi adminisztrátor, misztériumjátékok rendezője, karitatív tevékenységet is végez.

## Díjai
- Ki mit tud? országos döntőn 2. díj - 1963
- Országos Kamarazenei Fesztivál aranydiploma - 1965
- Országos amatőr táncdalfesztivál bronzdiploma - 1968
- Helikon verseny, szavalat és irodalmi színpad, aranydiploma - 1963
- Röpülj Páva - 1970